# João Câncio
João Câncio (em polonês: Jan Kanty, Jan z Kęt ou Jan Wacięga; 23 de junho de 1390 – 24 de dezembro de 1473) foi um sacerdote, teólogo e escolástico polonês de grande prestígio na época. Ele é venerado como um santo pela Igreja Católica festejado em 23 de dezembro.

## Biografia
Jan Kanty nasceu em Kęty, uma pequena aldeia perto de Oświęcim, na diocese de Cracóvia, filho de Stanisław e Anna Kanty. Estudou na Academia de Cracóvia, atual Universidade Jaguelônica, onde recebeu seu doutorado em teologia. Foi ordenado sacerdote e pároco de Olkusz, conhecido por sua grande caridade. Em 1440 retornou a Cracóvia e foi professor na universidade, lecionando Sacræ Scripturæ até sua morte em 1473. No campo da física, ele ajudou a desenvolver a teoria do ímpeto (estabelecida por Jean Buridan), que avançaria o trabalho posterior de Galileu e Newton. Sua humildade e bom humor eram conhecidos. Ele vivia em completa austeridade e doava o restante de seu salário para os necessitados. Ele foi como peregrino, a pé, para Roma e Jerusalém – onde queria sofrer o martírio no Império Otomano, mas foi capaz de retornar em segurança. Ele morreu durante a celebração da missa da véspera de Natal de 1473, na capela da universidade.

## Veneração
Ele foi enterrado na Igreja de Santa Ana, ligada à universidade, em Cracóvia, que logo se tornou um local de peregrinação popular. Vários milagres foram atribuídos a ele, de modo que a causa de beatificação foi aberta. Ele foi beatificado em Roma por Clemente X em 1676, e foi proclamado santo padroeiro da Polônia e Lituânia em 1737. Finalmente, ele foi canonizado por Clemente XIII em 16 de julho de 1767. Ele é um santo muito popular na Polônia e nas comunidades polonesas em todo o mundo. Sua festa litúrgica é 23 de dezembro, para evitar a coincidência do dia de sua morte (o dia 24) com a véspera de Natal. Até 1969 era comemorado em 20 de outubro.

## Lendas
Diz-se que um dia, quando ele estava indo para a igreja, em Olkusz, ele encontrou um mendigo agachado na neve, tremendo de frio. O padre tirou seu manto e colocou-o no mendigo, e levou-o para a igreja, onde ele cuidou e o consolou. Pouco depois de o pobre homem ter partido, a Virgem apareceu a Juan Cancio e devolveu-lhe o manto. A partir de então, ele ficou ainda mais piedoso e mortificado, desistindo de comer carne pelo resto de sua vida. Um dia, tentado a comer, ele assava um pedaço: enquanto estava quente, ele o pegou com as mãos, queimando-se e dizendo: "carne, você se estima a carne: aproveite, então". Assim, ele se libertou da tentação para sempre. Voltando da peregrinação a Roma, foi agredido por bandidos que roubaram tudo o que viram. Quando terminaram, perguntaram-lhe se tinha mais alguma coisa que lhes restava: ele disse que não e eles foram embora. 
Depois, lembrou-se de que ainda tinha algumas peças de ouro costuradas ao manto: correu até chegar aos bandidos e oferecer-lhes as moedas. Os ladrões, confusos e envergonhados, devolveram tudo o que haviam roubado.